# Khloé Kardashian
Khloé Alexandra Kardashian (født 27. juni 1984 i Los Angeles, Californien) er en amerikansk TV-personlighed, model, forretningskvinde og iværksætter. Siden 2007 har hun sammen med sin familie medvirket i reality-serien Keeping Up with the Kardashians. Seriens succes har medført en del spinoffs, bl.a. Kourtney and Khloé Take Miami (2009-2013) og Kourtney and Khloé Take The Hamptons (2014-2015).
Hun er involveret i handel- og modebranchen sammen med sine søstre Kourtney og Kim. De har lanceret flere tøjserier og parfumer, og de har derudover også udgivet bogen "Kardashian Konfidential" i 2010.
I 2016 fik hun sit eget talkshow Kocktails with Khloé og medvirker i helse/fitness serien Revenge Body with Khloé Kardashian.

## Tidlige liv
Khloé Alexandra Kardashian blev født i Los Angeles den 27. juni 1984 som datter af Kris Jenner og advokat Robert Kardashian. Hun har to ældre søstre, Kourtney og Kim, samt en yngre bror, Rob. Deres mor har hollandske, engelske, irske og skotske rødder, og deres far er tredje generation armensk-amerikaner. Efter deres forældre blev skilt i 1991 blev moderen gift med OL-atleten Caitlyn Jenner samme år. Gennem deres ægteskab fik Kardashian stedbrødrene Burton "Burt", Brandon og Brody, stedsøsteren Casey og halvsøstrene Kendall og Kylie.
I 1994 blev deres far kendt for at være advokat for O.J. Simpson under retssagen for mordet på Simpsons kæreste.
Som teenager gik Kardashian kortvarigt på Marymount High School, en romersk-katolsk pigeskole i Los Angeles. Hun forlod skolen og blev efterfølgende undervist derhjemme, efter hendes søstre var færdige på skolen. Som 17-årig fik hun sin studentereksamen et år før tid.

## Karriere

### 2007-2009: Begyndelsen
I februar 2007 blev en sexvideo af Kim Kardashian og hendes ekskæreste Ray J fra 2003 lækket på nettet. Dette bragte familien i rampelyset. Senere samme år blev Khloé, hendes mor Kris, hendes stedfar Bruce, hendes søskende Kourtney, Kim og Rob og hendes halvsøstre Kendall og Kylie tilbudt deres eget show Keeping Up with the Kardashians.
Serien og hendes søster Kims popularitet førte til, at Kardashian-familien kunne tjene penge på deres popularitet på sociale medier ved at reklamere for forskellige produkter.
Serien blev succesfuld for netværket E!, og de valgte derfor at lave flere spinoffs af serien, bl.a. Kourtney and Kim Take New York, Kourtney and Khloé Take Miami og Khloé and Lamar.
I april 2009 offentliggjorde Kardashian og hendes søster Kourtney, at de var under kontrakt til at medvirke i en spin-off, som fulgte processen i at lancere deres forretning "D-A-S-H" i Miami, Florida. Serien Kourtney and Khloé Take Miami, havde premiere på E! d. 16. august, 2009.
I 2009 deltog Kardashian anden sæson af The Celebrity Apprentice, hvor hun kom på en 10. plads ud af 16 deltagere.
Khloé har en tøjbutik "D-A-S-H" sammen med sine søstre Kourtney og Kim i Calabasa, Miami og Soho. I juni 2009, gik Khloé og hendes søstre sammen med Natural Products Association for at kreere et produkt kaldet "Idol White" som bruger til at gøre tænder hvidere.
Kardashian har medvirket i en af PETAs "I’d Rather Go Naked Than Wear Fur" kampagner.
De tre søstre udgav deres egen smykkelinje i marts 2010.
I foråret 2010, udgav søstrene en tøjlinje med Bebe. Bebe droppede linjen i december 2010.
Søstrene udgav et selvbruner produkt "Kardashian Glamour Tan" i 2010.

### 2010-nu: TV og andre foretagender
Søstrene udgav bogen "Kardashian Konfidential" i november 2010.
I februar 2011 udgav Khloé sammen med sin daværende mand, Lamar Odom, en unisex parfume kaldet "Unbreakable".
I maj 2011 offentliggjorde Kardashian og hendes søstre, at de ville udgive en roman. Før udgivelsen ønskede søstrene hjælp til at navngive romanen. Vinderen ville få en lille rolle i romanen. I juli 2011 offentliggjorde de, at den vindende titel var "Dollhouse". I oktober 2012 udgav Kardashian og Odom endnu en unisex parfume kaldet "Unbreakable Joy", som var inspireret af juleperioden.
Khloé og hendes søstre Kim og Kourtney havde gæsteroller i tredje sæson af serien 90210. Kardashian medvirkede i afsnit 2, 4 og 8 af Kourtney and Kim Take New York, som havde premiere i januar 2011. Den 10. april 2011 fik hendes eget realityshow, Khloé and Lamar, premiere.
Kardashians radioshow, "The Mix Up With Khloé Kardashian Odom", var et timelangt, reklamefrit show, hvor Khloé tog imod forespørgsler og snakkede med sine kendisvenner. Showet havde premiere den 30. januar 2012. I oktober 2012 blev Kardashian og Mario Lopez bekræftet som medværter på anden sæson af den amerikanske version af The X-Factor. Deres første optræden havde premiere den 31. oktober 2012. Den 22. april 2013 blev det bekræftet at Kardashian ikke ville vende tilbage som vært til den tredje sæson.
Den 26. marts 2014 offentliggjorde E! en Keeping Up With the Kardashians spin-off kaldet Kourtney and Khloé Take The Hamptons. Showet følger Kourtney, Khloé og Scott Disick flytter til The Hamptons, mens medarbejderne i "D-A-S-H" åbner en pop-up forretning.
I 2021 afsluttedes Keeping Up with the Kardashians officielt på E!, men året efter var der premiere på familiens nye realityserie The Kardashians, nu på streamingtjenesten Hulu.

## Privatliv
I 2001 fik Kardashian en traumatisk hjerneskade efter en bilulykke. Hun røg gennem bilens forrude og fik en voldsom hjernerystelse, som forsagede langtidshukommelsestab.
Kardashian adopterede en boxer, som hun gav navnet Bernard ”BHops” Hopkins, opkaldt efter den kendte bokser.
Kardashian støtter genkendelse af det armenske folkemord og har besøgt mindestedet i Jerevan, Armenien.
I april 2015 ledsagede Kardashian sin søster, Kim, og hendes svoger, Kanye West, til Jerusalem for at deltage i dåben af sin niece, North, i den armenske apostolske kirke. Hun er gudmor for North.

### Forhold og børn
Den 27. september 2009 blev Kardashian gift med NBA-basketballspilleren Lamar Odom, som på det tidspunkt spillede for Los Angeles Lakers. Parret blev gift præcis én måned efter de mødtes til en fest. Kardashian slettede sit mellemnavn for at inkludere sin mands efternavn og gik under navnet Khloé Kardashian Odom. De havde sammen deres egen reality serie, Khloé and Lamar (2011-2012).
Den 13. december 2013, efter måneders spekulation, søgte Kardashian om skilsmisse fra Odom, og om at få sit efternavn tilbage. Begge parter havde underskrevet papirerne i juli 2015, men var ikke blevet endeligt godkendt af en dommer.
I oktober 2015 blev Odom indlagt efter at være blevet fundet bevidstløs på et bordel i Nevada og var i koma i fire dage. Mens han var på hospitalet, trak Kardashian sit ansøgning om skilsmisse tilbage. I et interview bekræftede hun, at skilsmissen blot var sat på pause, så hun kunne træffe beslutninger på Odoms vegne, så længe han var indlagt. Skilsmissen var endelig i oktober 2016.
Kardashian havde et forhold til basketballspilleren Tristan Thompson periodisk mellem 2016 og 2021. Sammen fik de datteren True Thompson, født 12. april 2018, samt en søn, Tatum Thompson, født af en rugemor i juli 2022. 

### Juridiske problemer
Den 4. marts 2007 blev Kardashian anholdt for at køre bil i påvirket tilstand.
Den 18. juli 2008 meldte hun sig selv for at have krænket sin prøveløsladelse. Hun stod til at skulle tilbringe 30 dage i fængsel og tilmelding til et alkoholbehandlingsprogram. Hun blev løsladt få timer efter på grund af et overfyldt fængsel.
I december 2011 blev Kardashian sagsøgt af en kvinde, som påstod, at Kardashian og ti andre mennesker havde overfaldet kvinden udenfor en natklub i december 2009.

## Filmografi

### Roller
| År   | Titel                      | Rolle          | Noter |
| ---- | -------------------------- | -------------- | ----- |
| 2010 | Psychotherapist            | Dannii Hillman |       |
| 2011 | Law and Order: LA          | Sig selv       |       |
| 2013 | Real Husbands of Hollywood | Sig selv       |       |
| 2014 | Royal Pains                | Sig selv       |       |

### Som sig selv
| År        | Titel                                | Noter                        |
| --------- | ------------------------------------ | ---------------------------- |
| 2007–2021 | Keeping Up with the Kardashians      | 241 episodes                 |
| 2008      | MADtv                                | 2 episoder                   |
| 2009      | The Celebrity Apprentice             | 11 episoder                  |
| 2009–10   | Kourtney and Khloé Take Miami        | 26 episoder                  |
| 2010      | Fashion Police                       | 5 episoder                   |
| 2010      | 90210                                | Episode: "Senior Year, Baby" |
| 2011–12   | Kourtney and Kim Take New York       | 7 episoder                   |
| 2011–12   | Khloé & Lamar                        | 20 episoder                  |
| 2011      | Law & Order: LA                      | Episode: "Benedict Canyon"   |
| 2012      | Punk'd                               | Episode: "Miley Cyrus"       |
| 2012      | The X Factor                         | Medvært; 16 episoder         |
| 2014–15   | Kourtney and Khloé Take The Hamptons |                              |
| 2014      | Royal Pains                          | Birolle, 1 episode           |
| 2015      | I Am Cait                            | 3 episoder                   |
| 2015      | Dash Dolls                           | Executive producer           |
| 2016      | Kocktails with Khloé Vært            |                              |
| 2017–2019 | Revenge Body with Khloé Kardashian   | Vært                         |
| 2022-nu   | The Kardashians                      |                              |